# Rubia wallichiana
Rubia wallichiana är en måreväxtart som beskrevs av Joseph Decaisne. Rubia wallichiana ingår i släktet krappar, och familjen måreväxter. Inga underarter finns listade i Catalogue of Life.